# Resultados do Carnaval de Pelotas em 2012
Resultados do Carnaval de Pelotas em 2012. A campeã do grupo especial foi a escola Estação Primeira do Areal com o enredo; Na terra do charque doces momentos vivi.

## Escola de samba
| Grupo Especial | Grupo Especial            | Grupo Especial  | Grupo Especial |
| Colocação      | Escola                    | Pontos          | Ref.           |
| -------------- | ------------------------- | --------------- | -------------- |
| 1º             | Estação Primeira do Areal | 178,9           | [ 4 ] [ 5 ]    |
| 2º             | General Telles            | 173,9           | [ 4 ]          |
| 3º             | Unidos do Fragata         | 171,7           | [ 4 ]          |
| *              | Ramiro Barcelos           | Desclassificada | [ 6 ]          |

## Escolas Mirins
| Grupo A   | Grupo A                  | Grupo A |
| Colocação | Entidade                 | Ref     |
| --------- | ------------------------ | ------- |
| 1º        | Explosão do Futuro       | [ 7 ]   |
| 2º        | Mocidade do Simões Lopes | [ 7 ]   |
| 3º        | Acadêmicos da Lagoa      | [ 7 ]   |
| 4º        | Brilhos do Sol           | [ 7 ]   |
| Grupo B   |                          |         |
| Colocação | Entidade                 | Ref     |
| 1º        | Mickey                   | [ 7 ]   |
| 2º        | Águia Branca             | [ 7 ]   |
| 3º        | Super Pateta             | [ 7 ]   |
| 4º        | Ramirinho                | [ 7 ]   |

## Blocos burlescos
| Colocação | Entidade              | Ref   |
| --------- | --------------------- | ----- |
| 1º        | Bafo da Onça          | [ 7 ] |
| 2º        | Bruxa da Várzea       | [ 7 ] |
| 3º        | Tesoura da Tiradentes | [ 7 ] |

## Bandas carnavalescas
| Colocação | Entidade                | Ref   |
| --------- | ----------------------- | ----- |
| 1º        | Xavabanda               | [ 7 ] |
| 2º        | Ki-Bandaço              | [ 7 ] |
| 3º        | Entre a Cruz e a Espada | [ 7 ] |